# Municipio de O'Hara
El municipio de O'Hara (en inglés: O'Hara Township) es un municipio ubicado en el condado de Allegheny en el estado estadounidense de Pensilvania. En el año 2000 tenía una población de 8.856 habitantes y una densidad poblacional de 466.1 personas por km².

## Geografía
El municipio de O'Hara se encuentra ubicado en las coordenadas 40°29′53″N 79°53′12″O / 40.49806, -79.88667.

## Demografía
Según la Oficina del Censo en 2000 los ingresos medios por hogar en la localidad eran de $67,725 y los ingresos medios por familia eran $77,594. Los hombres tenían unos ingresos medios de $58,125 frente a los $36,458 para las mujeres. La renta per cápita para la localidad era de $33,356. Alrededor del 3,6% de la población estaban por debajo del umbral de pobreza.